# Agustín González Pisador
Agustín González Pisador (Nava del Rey, Valladolid, 5 de julio de 1709-Benavente, Zamora, 17 de marzo de 1791) fue un sacerdote español que llegó a ser obispo auxiliar de Toledo y obispo de Oviedo.
Nace en Nava del Rey, estudia en la zona y se traslada a Madrid. El 20 de mayo de 1754 es promulgado para obispo auxiliar de Toledo siendo ordenado el 30 de junio de 1754 siendo el obispo titular de la archidiócesis el cardenal Luis Antonio Fernández de Córdoba.
El 21 de julio de 1760 es nombrado obispo de Oviedo cargo que ocupará hasta su muerte. 
De 1769 datan sus famosas Constituciones sinodales. Participó activamente en la Sociedad económica de amigos del país, contribuyendo a la creación de su Escuela de Dibujo. Fundó la cárcel de mujeres de Oviedo, y dotó dos cátedras de medicina en la Universidad de Oviedo.
Falleció el 17 de marzo de 1791 en Benavente, donde residía debido a su mala salud, y que en aquel entonces pertenecía a la diócesis ovetense. 